# Skattekrona
En skattekrona är, i den svenska kommunala beskattningen, etthundra kronor beskattningsbar inkomst, t.ex. kommunalskatten i Eskilstuna är 33 kronor per skattekrona. Etthundra skatteören bilda en skattekrona. Termen skattekrona ersatte den tidigare termen "bevillningskrona".
I dagligt tal menas ofta en krona betald i skatt, t.ex. Regionen spenderade 200 000 skattekronor på firmafesten.
Citatet "Varje förslösad skattekrona är en stöld från folket" tillskrivs ibland Gustav Möller, men detta saknar källstöd och förefaller vara en faktoid.